# 플루트 연주자들 (루셀)
《플루트 연주자들 작품번호 27》(프랑스어: Joueurs de flûte)은 알베르 루셀이 1924년에 작곡한 플루트와 피아노를 위한 작품이다. 1925년 1월 17일 파리에서 초연되었다.

## 개요
각 악장은 각기 다른 사람들에게 헌정되었다.

## 악장 구성
총 4악장으로 되어 있다.
- 1악장: 판
- 2악장: 티티르
- 3악장: 크리슈나
- 4악장: Péjaudie 씨